# Niki Stajković
Niki Stajković (Salzburg, 1959. március 1. – Hallein, 2017. február 17.) Európa-bajnoki ezüst- és bronzérmes osztrák műugró.

## Pályafutása
Dédapja Nikola Pašić (1845–1926), a Szerb Népi Radikális Párt egyik alapítója volt, aki három alkalommal szerb, egy alkalommal jugoszláv miniszterelnök volt.
1971-ben és 1973-ban ifjúsági Európa-bajnoki címet szerzett. Közben az 1972-es müncheni olimpián is bemutatkozott 13 évesen. 1972 és 1992 között öt olimpián szerepelt. Az 1984-es Los Angeles-i játékokat sérülést miatt ki kellett hagynia. Legjobb olimpiai helyezése az 1980-as moszkvai olimpián egy nyolcadik helyezést volt. 1981-ben a spliti Európa-bajnokságon bronz-, az 1987-ben a strasbourgi kontinenstornán ezüstérmet szerzett a 3 méteres műugrásban.
2017. február 17-én edzés közben hunyt el Halleinban.

## Sikerei, díjai
- Európa-bajnokság – 3 méteres műugrás
  - ezüstérmes: 1987, Strasbourg
  - bronzérmes: 1981, Split